# Európai Filmakadémia közönségdíja – legjobb rendező
Az Európai Filmakadémia legjobb rendezőnek járó közönségdíja (angolul: People’s Choice Awards – Best Director) az 1988-ban alapított Európai Filmdíjak egyike, amelyet a nézők szavazata alapján az Európai Filmakadémia (EFA) osztott ki 1998 és 2005 között az év európai filmterméséből legjobbnak ítélt játékfilm rendezőjének. A díjátadóra felváltva került sor Berlinben, illetve egy-egy európai városban megrendezett év végi gála keretében.
A díj lehetővé tette, hogy a kontinens filmrajongói kiválasszák kedvenc európai filmjüket és elismerésben részesítsék annak rendezőjét. E kategória jelöltjeit az Európai Filmakadémia és az EFA Productions gGmbH közösen választotta ki az előző év  közepétől számított egy év alkotásai közül, melyeket egy kéthónapos vetítéssorozat keretében mutattak be az egyes országokban. A kampány végén a legtöbb szavazatot kapott alkotót díjazzák. A nézők saját országuk rendezőjére nem szavazhattak.
A díjat első alkalommal 1998-ban adták át. A legjobb színészek és színésznők mellett egyike volt azon alkotói kategóriáknak, amelyekre a közönség szavazhatott. Gyakorlatilag átvette az előző évben kiosztott legjobb filmnek járó közönségdíj szerepét, a nézők és a szakemberek körében többen egyfajta folytonosságként kezelték e két kategóriát. 2003 és 2005 között a főtámogató neve után a díj elnevezése Jameson közönségdíj – legjobb rendező (The Jameson People’s Choice Awards – Best Director) lett, majd nyolc év után, 2006-ban e kategória megszűnt és visszaadta helyét a filmekre adott szavazatoknak.

## Díjazottak és jelöltek
| „Díjazott” – szürkéskék háttérrel   |
| „Jelölt” – világos szürke háttérrel |

### 1990-es évek
| Év              | Nyertesek és jelöltek | Magyar címe         | Eredeti címe |
| --------------- | --------------------- | ------------------- | ------------ |
| 1998            |                       |                     |              |
| Roland Emmerich | Godzilla              | Godzilla            |              |
| 1999            |                       |                     |              |
| Pedro Almodóvar | Mindent anyámról      | Todo sobre mi madre |              |

### 2000-es évek
| Év                                | Nyertesek és jelöltek                      | Magyar címe                                  | Eredeti címe |
| --------------------------------- | ------------------------------------------ | -------------------------------------------- | ------------ |
| 2000                              |                                            |                                              |              |
| Lars von Trier                    | Táncos a sötétben                          | Dancer in the Dark                           |              |
| 2001                              |                                            |                                              |              |
| Jean-Pierre Jeunet                | Amélie csodálatos élete                    | Le fabuleux destin d'Amélie Poulain          |              |
| Nanni Moretti                     | A fiú szobája                              | La stanza del figlio                         |              |
| Sharon Maguire                    | Bridget Jones naplója                      | Bridget Jones's Diary                        |              |
| Lasse Hallström                   | Csokoládé                                  | Chocolat                                     |              |
| Jean-Jacques Annaud               | Ellenség a kapuknál                        | Enemy at the Gates                           |              |
| Oliver Hirschbiegel               | A kísérlet                                 | Das Experiment                               |              |
| Ridley Scott                      | Hannibal                                   | Hannibal                                     |              |
| Patrice Chéreau                   | Intimitás                                  | Intimacy                                     |              |
| Lone Scherfig                     | Olasz nyelv kezdőknek                      | Italiensk for begyndere                      |              |
| Michael Haneke                    | A zongoratanárnő                           | La pianiste                                  |              |
| Mathieu Kassovitz                 | Bíbor folyók                               | Les rivières pourpres                        |              |
| Christophe Gans                   | Farkasok szövetsége                        | Le pacte des loups                           |              |
| Santiago Segura                   | Torrente 2. – A Marbella-küldetés          | Torrente 2: Misión en Marbella               |              |
| Giuseppe Tornatore                | Maléna                                     | Malèna                                       |              |
| Tom Tykwer                        | A harcos és a hercegnő                     | Der Krieger und die Kaiserin                 |              |
| Álex de la Iglesia                | A közösség                                 | La comunidad                                 |              |
| 2002                              |                                            |                                              |              |
| Pedro Almodóvar                   | Beszélj hozzá                              | Hable con ella                               |              |
| Aki Kaurismäki                    | A múlt nélküli ember                       | Mies vailla menneisyyttä                     |              |
| Paul Greengrass                   | Véres vasárnap                             | Bloody Sunday                                |              |
| Mike Leigh                        | Minden vagy semmi                          | All or Nothing                               |              |
| Cédric Klapisch                   | Lakótársat keresünk                        | L'auberge espagnole                          |              |
| Silvio Soldini                    | Elégni a szélben                           | Brucio nel vento                             |              |
| Jean-Pierre Dardenne Luc Dardenne | A gyermek                                  | L'enfant                                     |              |
| Andreas Dresen                    | Félúton                                    | Halbe Treppe                                 |              |
| Marco Bellocchio                  | Anyám mosolya                              | L'ora di religione (Il sorriso di mia madre) |              |
| Annette K. Olesen                 | Apróbb zűrök                               | Sma ulykker                                  |              |
| Cristina Comencini                | Életem legszebb napja                      | Il più bel giorno della mia vita             |              |
| 2003                              |                                            |                                              |              |
| Wolfgang Becker                   | Good bye, Lenin!                           | Good Bye Lenin!                              |              |
| Danny Boyle                       | 28 nappal később                           | 28 Days Later                                |              |
| François Ozon                     | Uszoda                                     | Swimming Pool                                |              |
| Lars von Trier                    | Dogville – A menedék                       | Dogville                                     |              |
| Patrice Leconte                   | A férfi a vonatról                         | L'homme du train                             |              |
| Fernando León de Aranoa           | Napfényes hétfők                           | Los lunes al sol                             |              |
| Dagur Kári                        | Nói albinói                                | Nói albinói                                  |              |
| Emanuele Crialese                 | Grazia szigete                             | Respiro                                      |              |
| Nuri Bilge Ceylan                 | Messze                                     | Uzak                                         |              |
| Bent Hamer                        | Dalok a konyhából                          | Salmer fra Kjøkkenet                         |              |
| 2004                              |                                            |                                              |              |
| / Fatih Akın                      | Fallal szemben                             | Gegen die Wand                               |              |
| Michael Winterbottom              | Code 46                                    | Code 46                                      |              |
| Pedro Almodóvar                   | Rossz nevelés                              | La mala educación                            |              |
| Theodoros Angelopoulos            | A könnyező mező                            | Trilogia I: To Livadi pou dakryzei           |              |
| Bernardo Bertolucci               | Álmodozók                                  | The Dreamers                                 |              |
| Julie Bertuccelli                 | Mióta Otar elment                          | Depuis qu'Otar est parti...                  |              |
| Icíar Bollaín                     | Többet ne!                                 | Te doy mis ojos                              |              |
| Richard Curtis                    | Igazából szerelem                          | Love Actually                                |              |
| Patrice Leconte                   | Intim vallomások                           | Confidences trop intimes                     |              |
| 2005                              |                                            |                                              |              |
| Marc Rothemund                    | Sophie Scholl – Aki szembeszállt Hitlerrel | Sophie Scholl – Die letzten Tage             |              |
| Timur Bekmambetov                 | Éjszakai Őrség                             | Nocsnoj dozor (Ночной дозор)                 |              |
| Álex de la Iglesia                | Elszabott frigy                            | Crimen ferpecto                              |              |
| Jean-Pierre Jeunet                | Hosszú jegyesség                           | Un long dimanche de fiançailles              |              |
| Roger Michell                     | Kitartó szerelem                           | Enduring Love                                |              |
| Szabó István                      | Csodálatos Júlia                           | Csodálatos Júlia                             |              |
| Paolo Sorrentino                  | A szerelem következményei                  | Le conseguenze dell’amore                    |              |
| Kay Pollak                        | Hétköznapi mennyország                     | Så som i himmelen                            |              |
| Dani Levy                         | Zucker a nyerő!                            | Alles auf Zucker!                            |              |
| Jacques Audiard                   | Halálos szívdobbanás                       | De battre mon cœur s'est arrêté              |              |